# Карикатуре (лист)
Карикатуре су популарни шаљиви лист који је излазио у Србији од 1908. до 1910. године. Био је радо читан и стизао је у скоро све градове Србије, али је до данас сачувано само неколико примерака који се чувају у Народној библиотеци Србије у Београду и у Библиотеци Матице српске у Новом Саду.

## Историја
Лист Карикатуре почео је са излажењем 1908. године и излазио је до 1910. Издавач је био Петар Јовановић, а главни уредник Чеда Матић. Штампан је у Штампарији Савића и компаније у Београду.
Лист је излазио два пута недељно, четвртком и недељом. Био је веома популаран и могао се купити у већини српских градова (Чачак. Лесковац, Свилајнац, Пожаревац, Смедерево и другим).
Занимљиво је да се главни уредник Карикатура Чеда Матић помиње у Николе Трајковића Госпођа из велике собе из 1955. године, само што је у роману Матић издавао часопис Ђаво.

## Опис листа
Лист Карикатуре излазио је два пута недељно, на осам страна. Његов садржај чинили су различити шаљиви прилози, илустрације, као и писма читалаца. Карикатуре за овај лист цртао је Драгослав Стојановић (Д. Т. Стојановић), тада студент Уметничке школе у Београду, а касније предавач у истој школи, угледни предратни уметник, карикатуриста, графичар, сликар, дизајнер и један од оснивача Ошишаног јежа. Прилози су стизали из свих крајева Србије и често су објављивани под псеудонимима као што су: Љубица "црна", Друг Лука, Шушумига, Ваша куварица Милка, Иђинђи. Многи прилози објављивани су под именом и презименом, а било је и таквих потписаних са „Неко”, „Умро дописник” и сл.
- Карикатуре бр. 129 (1909)
- Страна 2
- Страна 4
- Страна 5
- Страна 8